# Марта (Лацио)
Ма́рта (итал. Marta) — коммуна в Италии, располагается в регионе Лацио, в провинции Витербо.
Население составляет 3574 человека (2008 г.), плотность населения составляет 107 чел./км². Занимает площадь 33 км². Почтовый индекс — 1010. Телефонный код — 0761.
Покровителями коммуны почитаются святая Марфа и святой Власий, празднование 3 февраля, 14 мая, 29 июля.

## Демография
Динамика населения:

## Администрация коммуны
- Официальный сайт: http://www.comune.marta.vt.it/